# WinFIG
WinFIG – edytor grafiki wektorowej wzorowany na programie Xfig, jednak przeznaczony do pracy w środowisku systemu operacyjnego Microsoft Windows.

## Historia
Pierwsza wersja edytora powstała w maju 2003 roku i bazowała na programie AmiFIG na komputery typu Amiga. WinFIG nie został oparty na kodzie źródłowym Xfiga dla Windows, lecz była to niezależna implementacja.
Od wersji 4.0 WinFIG został przeniesiony z biblioteki MFC do Qt. Dzięki temu możliwe było wydanie pierwszej wersji dla systemu Linux.

## Interfejs
W zamierzeniu autorów interfejs tego edytora ma być przejrzysty, wydajny i wygodny. Pozwala pracować na wielu dokumentach oraz cofać i przywracać edycje bez limitu.

## Możliwości

### Tworzenie obiektów
Podstawowymi typami obiektów w programie WinFIG są:
- otwarte i zamknięte krzywe
- elipsy
- wielokąty
- tekst
- obrazki, np. PNG, GIF, JPEG, EPS
- złożone obiekty, które są kompozycją zwykłych obiektów

Obiekty w zależności od ich typu mogą mieć różne atrybuty. Są to między innymi:
- szerokość linii
- styl linii
- strzałki
- kolor konturu, kolor wypełnienia i wypełnienie deseniem

### Manipulacja obiektami
- przesunięcie
- kopiowanie
- skalowanie
- obracanie
- wyrównywanie
- dodawanie/usuwanie punktów z linii i krzywych
- kopiowanie atrybutów obiektu
- ręczne wpisywanie pozycji punktów

### Eksportowanie
WinFIG potrafi eksportować do różnych formatów:
- formaty grafiki rastrowej: GIF, JPEG, PNG, PPM, XBM, XPM, PCX, TIFF, SLD
- formaty do druku: PostScript, PDF, LaTeX, HPGL
- formaty grafiki wektorowej: EPS, SVG, PSTricks, TPIC[potrzebny przypis], Pic, CGM, METAFONT, MetaPost, EMF, Tk